# دیتو مانتیل
دیتو مانتیل (انگلیسی: Dito Montiel؛ زاده ۲۶ ژوئیه ۱۹۶۵) یک موسیقی‌دان، کارگردان فیلم، پدیدآور و فیلم‌نامه‌نویس اهل ایالات متحده آمریکا است. 

## گزیده فیلمشناسی
از فیلم‌های وی می‌توان آثار زیر را اشاره کرد
- راهنمایی برای تشخیص قدیسان تو (۲۰۰۶)
- پسر هیچ‌کس (۲۰۱۱)
- امپایر استیت (۲۰۱۳)
- بلوار (۲۰۱۴)
- سقوط مردانه (۲۰۱۵)
- تشویق کننده (۲۰۱۷)
- تفکر انتقادی (۲۰۲۰)
- اراذل و اوباش (۲۰۲۴)